# 八濱站
八濱站（日语：／ Hachihama eki */?）是位於岡山縣玉野市八濱町大崎，西日本旅客鐵道（JR西日本）宇野線（宇野港線）的車站。車站編號為JR-L13。此站是由兒島站管理的無人車站。

## 車站構造

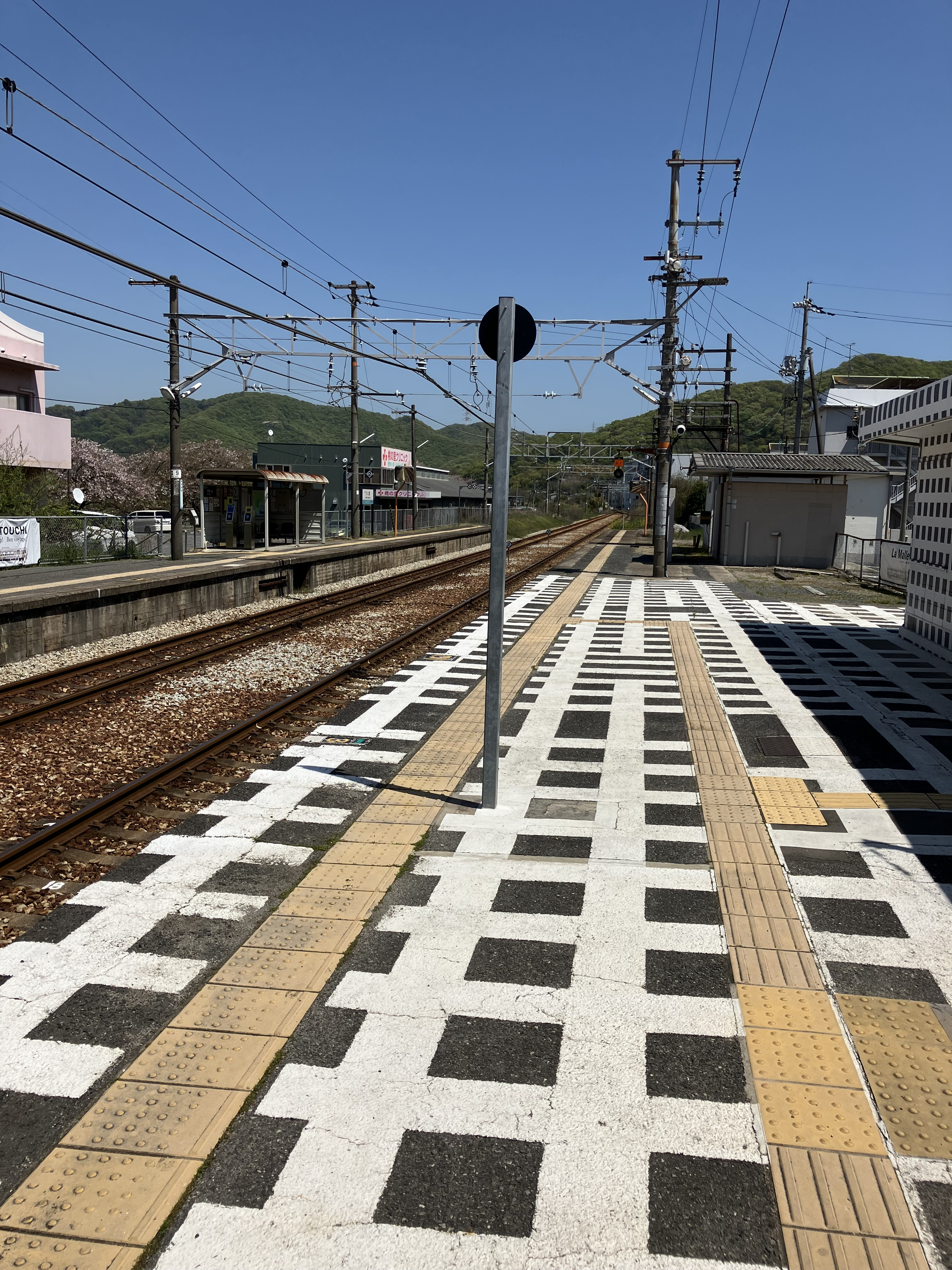
月台（2024年4月）

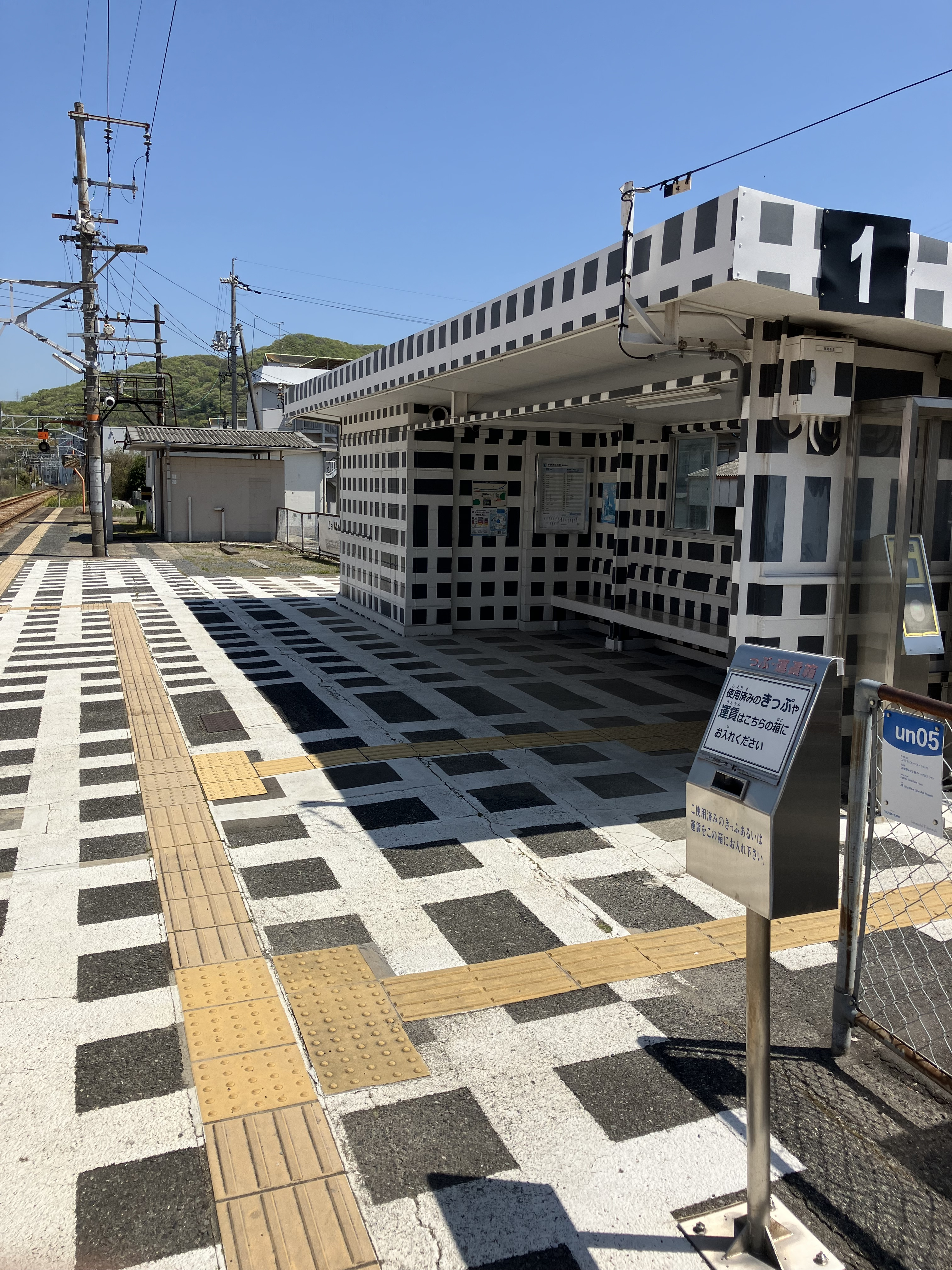
1號月台候車室
（2024年4月）

現時車站採用簡易車站模式，原有的站房於無人化後被拆去，並以有蓋式的候車亭取代。2016年，為配合第3屆瀨戶內國際藝術祭，宇野線由常山站至宇野站的沿線車站由意大利畫家埃絲特·史托克加以美化，其中第1月台的候車亭及相鄰的月台地面均加入了史托克常用的黑白方格及格線的圖案。兩邊側式月台各設有一個出入口，當中1號月台（南口）對出設有一個小型的車站廣場，該處也是人口相對較為多的區域；至於2號月台的北口，除月台旁的綜合復康住宅外，其餘皆以農地為主。

### 月台配置
設有2個側式月台，月台之間以行人天橋連接，各月台均置設了一座有蓋候車亭及月台出入口；並放置了一對專門對應出、入閘的IC卡感應器。1號月台為主線，2號月台為側線。兩端皆設有安全側線，在瀨戶大橋開通前，於此站通過的通過列車沒有指定使用哪座月台，不過現時則固定了發車方向。
1號月台的候車亭的右側另設有簡易式站務室，現時則作為儲物室。候車亭內放置了一部可購買近距離車票和為IC卡增值的售票機，亦設有遠端通話裝置，可與管理站（兒島站）聯絡。稍遠處則建有一座男、女共用的沖水式洗手間1座。
| 月台 | 路線     | 上下行 | 方向             |
| ---- | -------- | ------ | ---------------- |
| 1    | 宇野港線 | 上行   | 茶屋町、岡山方向 |
| 2    | 宇野港線 | 下行   | 宇野方向         |

現時停靠此車站只有普通列車。在宇高連絡船現役時代，會有優等列車與前往四國的貨運列車駛經此站，因此列車交會長度較長。當時下行線的配線為一線通過結構，兩月台兩方向上均設有出發訊號機。另外在有人車站的車站大樓遺址位於上行月台靠近岡山，在1970年（昭和45年）前，該處也曾經設有貨運專用的引込線。

## 歷史
- 1910年6月12日：宇野線開通，此站啟用[2]。
- 1961年：

- 4月：隨著國道30號開通。站前廣場開始進行改善工程。
- 9月1日 - 宇野線單線自動化。

- 1970年：

- 4月5日：宇野線CTC化完成。
- 4月30日：行李列車退出宇野線，茶屋町站至宇野站之間中途站的行李托運服務取消。
- 5月1日：與彥崎站、備前田井站、迫川站共同無人化。

- 1987年：

- 3月23日：開設行走於岡山站至宇野站之間的快速「備讚Liner」。
- 4月1日：隨國鐵分割民營化，車站由西日本旅客鐵道（JR西日本）營運。

- 1988年4月10日：因應瀨戶大橋開通，快速「備讚Liner」停駛。
- 2002年4月1日：JR貨物「茶屋町站至宇野站之間」的第二種鐵道事業廢止。並開始使用自動售票機。
- 2019年3月16日：增設「ICOCA」感應器，可使用「ICOCA」作出站、入站之用，同時也增設具有增值功能的自動售票機。

## 使用狀況
| 乘車人次變化 | 乘車人次變化 |
| 年度         | 1日平均人次  |
| ------------ | ------------ |
| 1999         | 545          |
| 2000         | 537          |
| 2001         | 500          |
| 2002         | 453          |
| 2003         | 454          |
| 2004         | 423          |
| 2005         | 451          |
| 2006         | 451          |
| 2007         | 449          |
| 2008         | 418          |
| 2009         | 407          |
| 2010         | 436          |
| 2011         | 457          |
| 2012         | 439          |
| 2013         | 429          |
| 2014         | 394          |
| 2015         | 427          |
| 2016         | 437          |
| 2017         | 434          |
| 2018         | 435          |
| 2019         | 419          |
| 2020         | 406          |

## 相鄰車站
西日本旅客鐵道
 宇野港線（宇野線）
常山（JR-L12）－八濱（JR-L13）－備前田井（JR-L14）

## 外部連結
- 八濱｜車站資訊：JR出門網 - 西日本旅客鐵道（日語）